# Mensch und Bestie
Mensch und Bestie (Alternativtitel: Die Flucht; kroatischer Originaltitel: Čovek i zver) ist ein deutsch-jugoslawischer Spielfilm aus dem Jahre 1963.

## Handlung
Der Film spielt 1944. Franz Köhler ist im Konzentrationslager Mauthausen inhaftiert. Das Lager ist ein Arbeitslager, wo die Inhaftierten durch Schwerstarbeit gequält werden. Hier arbeitet der Halbbruder von Franz als Wachmann. Willy ist als SS-Mann das genaue Gegenteil seines Bruders Franz. Als die Rote Armee auf ihrem Vormarsch an der Ostfront näher an das Lager rückt, entscheidet der Lagerkommandant, dass sämtliche Insassen ermordet werden sollen. In einem Bergwerksstollen sollen sie eingeschlossen werden und der Stollen dann gesprengt werden.
Die Lagerinsassen erfahren von den Plänen. Franz soll als einziger aus dem Lager fliehen und Unterstützung für die Insassen organisieren. Die Flucht fällt auf und ein Wachtrupp, dem auch Bruder Willy angehört, macht sich auf die Suche nach Franz. Franz ist bemüht die Rote Armee zu erreichen. Einige Tage scheint seine Flucht erfolgreich zu sein. Doch kurz bevor er die Rote Armee erreichen kann, wird er von seinen Verfolgern gestellt und von seinem eigenen Bruder erschossen.

## Hintergrund
Die Dreharbeiten fanden zwischen Februar und April 1963 in Zagreb und der Umgebung von Kikinda statt. Studioaufnahmen wurden in Belgrad gedreht. Produzent Artur Brauner setzte wesentliche Schnitt- und Kürzungsauflagen durch. Der Film kam in der Bundesrepublik erst 1981 in der Kurzversion Die Flucht zur Erstaufführung.

## Kritiken
„Der Film leidet an groben dramaturgischen Schwächen und betont spektakuläre Elemente zu stark: Was eigentlich erschüttern müßte, verflacht gelegentlich bis zur Kolportage.“

## Auszeichnungen
Der Film nahm am Wettbewerb der Berlinale 1963 teil, ging bei der Preisvergabe allerdings leer aus.